# بیتابی خوراکی
بیتابی خوراکی یا عدم تحمل غذا (به انگلیسی: Food intolerance) واکنشی تأخیری و زیانبار است که بدنبال مصرف یک غذا، نوشیدنی، چاشنی یا افزودنی‌های غذایی در یک یا چند عضو بدن ایجاد می‌شود اما عموماً به واکنش‌های غیر از آلرژی غذایی گفته می‌شود. عبارت حساسیت غذایی هم برای بیتابی خوراکی و هم برای آلرژی غذایی معمول است.
بیتابی‌های خوراکی واکنش‌های دستگاه ایمنی هستند که معمولاً از نوع واکنش پادتن ای هستند که باعث آن انتشار هیستامین در بدن است، اما شامل پاسخ‌های از نوع واکنش غیر پادتن ای هم می‌شوند. این مکانیسم باعث واکنش‌های بالنسبه سریع به غذاها می‌شود.
بیتابی‌های خوراکی بنابر مکانیسم اثرشان قابل دسته‌بندی هستند. عوامل بیتابی‌های خوراکی می‌توانند از انواع زیر باشند:
- فقدان مواد شیمیایی یا آنزیم‌هایی لازم برای هضم ماده غذایی، مانند آنچه در عدم تحمل ارثی فروکتوز می‌بینیم.
- غیرعادی بودن توانایی بدن در جذب مواد مغذی، آنچنان که در سوء جذب قند شیر می‌بینیم.
- ترکیبات غذاها، مانند حساسیت به سالیسیلات. داروهای با منشأ گیاهی مانند آسپرین نیز می‌توانند باعث چنین واکنش‌هایی شوند.